# Sarbsk
Sarbsk (kašubsky Sôrbsk, německy Sarbske) je vesnice a ve gmině Wicko v okrese Lębork v severním Polsku. Nachází se také na jihu jezera Sarbsko, nedaleko Baltského moře v geomorfologickém makroregionu Pobrzeże Koszalińskie (Koszalinské pobřeží) v Pomořském vojvodství.

## Historie a popis místa
Sarbsk je také sídlem sołectva, do kterého patří vesnice Dymnica, Przybrzeże a Ulinia. V letní sezóně je to letovisko zaměřené také na vodní sporty a plachtění. V letech 1975 až 1998 obec administrativně patřila do již zaniklého Słupského vojvodství. Je zde také kostel Kościół pw. Świętej Anny (Kostel svaté Anny) s barokními prvky. V červnu 2012 byl v Sarbsku vybudován první polský mořský park a populární zábavní park Sea Park Sarbsk (nazývaný také Fokarium Sarbsk) předvádějící cvičené lachtany, tuleně, minizoo, 3D kino, muzeum a další atrakce.